# 临川站
临川站位于江西省抚州市臨川區温泉镇紅橋居委會，是抚江线上的一座四等站，由南昌铁路局南昌车务段管辖；距離上頓渡镇城區約5公里。

## 历史
1961年8月向乐线开始建设:53。
1964年11月抚州北以南开始铺轨；1965年10月16日到26日南昌铁路局进行验收，11月全线办理临时运营，12月8日到24日办理交接，1966年1月1日正式交付运营:53。
1995年为向乐线上四、五等站，由上海铁路局南昌铁路分局管辖:100。
2003年为向乐线上客、货运四等站，由南昌铁路局管辖，离向塘西69公里，距江边村53公里:382。
2004年为向乐线上四、五等站，由南昌铁路局管辖:77；2006年同:40。
2008年为向乐线上客、货运四、五等站，由南昌铁路局管辖:40；2012年同:40。
2013年5月6日向乐线为保证向莆铁路联调联试停运，之后确认向乐线在向莆铁路通车后不会恢复客运服务因此临川站也将停止客运服务。
2015年为抚江线上客、货运四、五等站，由南昌铁路局管辖:40。
2016年南昌铁路局重新公布了管内的车站等级，本站为四等站。

## 邻近车站
- 过去的邻近车站